# ダリル・リチャードソン
ダリル・リチャードソン（Daryl Richardson 1990年4月12日 - ）はフロリダ州ジャクソンビル出身のアメリカンフットボール選手。現在フリーエージェント。ポジションはランニングバック。

## 経歴
アビリーンクリスチャン大学より、2012年のNFLドラフト7巡252位でセントルイス・ラムズから指名されて入団した。
同年8月25日のダラス・カウボーイズとのプレシーズンゲームでは10回のランで51ヤードを獲得、開幕ロースター53人の中に残った。第2週のワシントン・レッドスキンズ戦では15回のランで83ヤードを走り勝利に貢献した。
2年目の2013年は先発3試合を含む8試合に出場し、215ヤードを走った。
2014年5月15日、ラムズからウェイバーされた。5月16日、ニューヨーク・ジェッツと契約したが、8月30日に解雇され、翌日プラクティススクワッドとしてジェッツと契約を結んだ。同年12月30日、ジェッツとフューチャー契約を結んだ。
2015年、最終ロースターカットでジェッツから解雇された。9月23日、ヒューストン・テキサンズとプラクティススクワッド契約を結んだ後、10月20日に解雇されたが、10月28日に再度プラクティススクワッド契約をテキサンズと結んだ。同年11月にはディオン・ルイスがシーズン絶望となったニューイングランド・ペイトリオッツのトライアウトに参加したが契約には至らなかった。12月15日、クリーブランド・ブラウンズと契約を結んだが、2試合でインアクティブとなり、同年12月28日、ブラウンズから解雇された。
2016年1月20日、ピッツバーグ・スティーラーズとフューチャー契約を結んだ。同年9月29日、解雇された。10月3日、スティーラーズとプラクティス・スクワッド契約を結んだ後、11月19日にスティーラーズのアクティブロースター入りを果たしたが、12月24日に解雇された。T・J・イェルドンが故障者リスト入りしたジャクソンビル・ジャガーズと12月26日に契約した。2017年5月1日にジャガーズがロースターを90人に減らす際に解雇された。
2017年8月29日、インディアナポリス・コルツと契約したが、9月2日に解雇された。
その後、アライアンス・オブ・アメリカン・フットボールのサンアントニオ・コマンダーズと契約したが、2月9日のシーズン開幕前の2019年1月30日に解雇された。

## 人物
兄のバーナード・スコット、従兄弟のクライド・ゲイツも同じくNFL選手となっている。